# 체중 감소
체중 감소(體重減少, 영어: weight loss, slimming)는 의학, 건강, 피트니스 등에서 체액, 체지방(지방 조직), 제지방(전체 체중에서 체지방을 제외한 체중, 근육, 힘줄, 기타 결합 조직) 등의 감소로 말미암은 총 몸무게의 감소를 가리킨다. 체중 감소는 영양실조 또는 기반이 되는 질병로 인해 의도적이지 않게 발생하거나 과체중이나 비만증을 개선하기 위한 노력에 의해 발생할 수 있다. 칼로리 섭취 감소 또는 운동 부족에 의해서가 아닌 "설명되지 않는" 체중 감소는 악액질(cachexia)이라고 하며 심각한 질병의 증상일 수 있다. 의도적인 체중 감소는 보통 살빼기(slimming)라고 한다.

## 의도적인 체중 감소
의도적인 체중 감소는 피트니스와 건강을 개선하거나 살빼기를 통해 용모를 바꾸려는 노력의 결과로서 이루어지는 총 체질량의 감소를 말한다. 체중 감소는 주된 비만증 치료 방법이다.

## 의도적이지 않은 체중 감소
의도적이지 않은 체중 감소는 체내 지방 소실, 체액 소실, 근위축증, 또는 이들 간의 결합을 통해 발생할 수 있다. 최소 10%의 인간 몸무게가 6개월에 걸쳐, 또는 한 달 안에 5%가 소실되었을 때에는 의료 문제로 간주되는 것이 보통이다. 너무 낮게 체중 측정이 되는 또다른 기준은 체질량 지수(BMI)이다.

## 같이 보기
- 신경성 식욕부진증
- 운동 (활동)
- 식이요법
- 저탄수화물 식이요법
- 크라이오테라피(en:Cryotherapy, 콜드테라피)